# توشتدت (زامتگمایند)
توشتدت (به آلمانی: Samtgemeinde Tostedt) یک منطقهٔ مسکونی در آلمان است که در هاربورگ واقع شده‌است. توشتدت ۲۵٬۵۱۱ نفر جمعیت دارد.